# St. Severinus (Backleben)

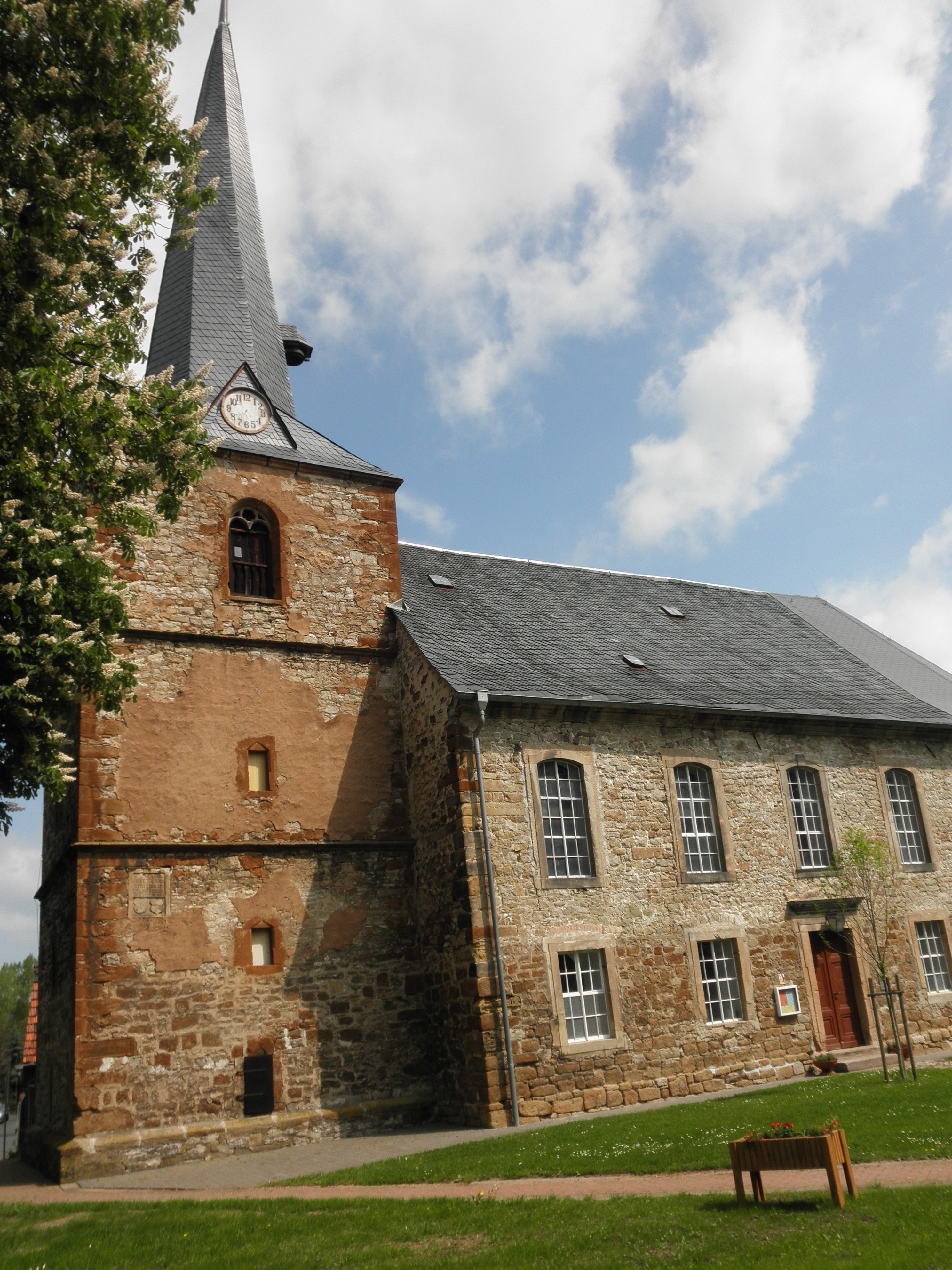
St. Severinus

Die evangelische Dorfkirche St. Severinus steht im Ortsteil Backleben der Stadt Kölleda im Landkreis Sömmerda in Thüringen.

## Geschichte und Ausstattung
Die Kirche stammt aus dem 18. Jahrhundert. Die im Kirchturm eingelassene Steintafel mit der Jahreszahl 1575 wird als Hinweis auf die Vorgängerkirche angesehen. Über dem Wappen der Familie von Werthern findet sich eine Inschrift mit der Nennung einer Elisabeth von Werthern auf Wiehe und Frohndorf.
Der Bau enthält einen Kanzelaltar mit kräftigem Aufbau und eine imposante Doppelempore. Zur Ausstattung zählen eine pokalförmige Taufe von 1763, ein evangelischer Beichtstuhl und als besondere Preziose der Schmiedekunst ein als Mädchenkopf gestalteter Türgriff.
Gegenwärtig wird in einem 3. Bauabschnitt das Dach vom Kirchenschiff saniert. Die Mitglieder der Kirchengemeinde richteten ehrenamtlich das Kircheninnere wieder her.
2010 wurden mit Hilfe von Fördermittels der evangelische Beichtstuhls hinter dem Altar sowie der Kanzelaufgang erneuert.